# Melque de Cercos
Melque de Cercos es un municipio de España, en la provincia de Segovia en el territorio de la Campiña Segoviana, comunidad autónoma de Castilla y León. Tiene una superficie de 18,59 km².

## Etimología
El origen del nombre del pueblo es incierto. Melque probablemente sea un antropónimo. Se especula con varias posibles etimologías. Podría ser de origen árabe del término melic  o malik, que se podría traducir libremente como «el señor, el amo», y referirse a la zona como las tierras del amo, si bien hay algunos autores que le dan origen latino del nombre de varón Malcus o Marcus, es decir Malco o Marcos al castellanizarse.
Consultados algunos manuales de toponimia segoviana, se pueden colegir algunos datos de interés acerca del significado del nombre de Melque de Cercos completo. Para empezar, a Melque no se le añadió «de Cercos» hasta el siglo XVIII. Hay que observar que a los pueblos históricamente sólo se les apellidaba en contados casos:

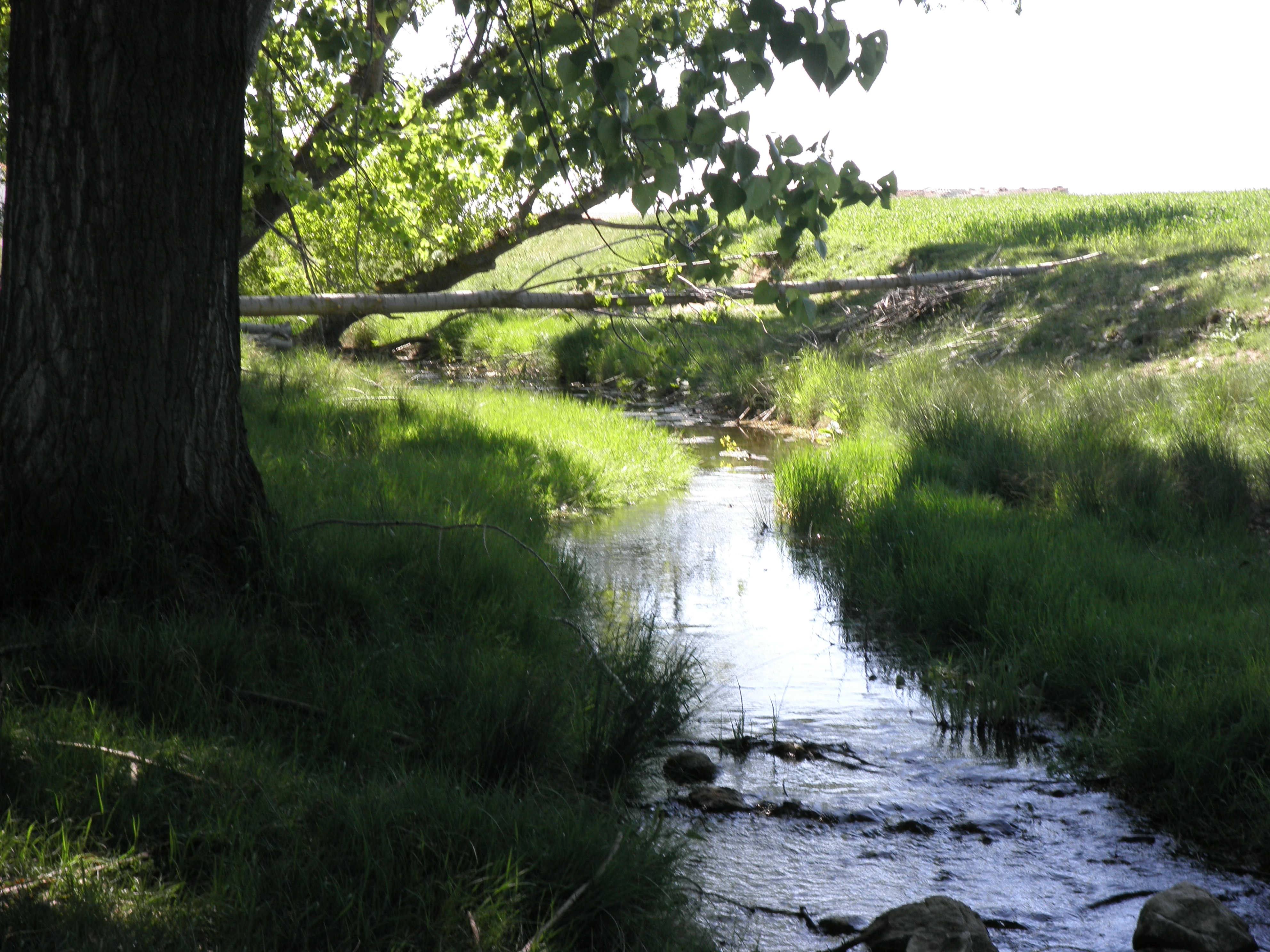
Arroyo de Cercos a su paso por Melque.

- para diferenciarlos si existían coincidencias en el nombre;
- para señalar como distintivo su pertenencia a una comarca o sexmo (ej. Villoslada de la Trinidad);
- para indicar la exención posterior por villazgo (de Fuente de Coca a Fuente de Santa Cruz);
- como deferencia al patrón en malas épocas, como pestes o hambrunas.

A Melque se le añade «de Cercos» fuera de todos estos supuestos y es una excepción, como otros lugares que como signo de autonomía se apellidaron con ríos, características del suelo (Aldeanueva del Codonal) y otras indicaciones geográficas. El arroyo de Cercos es el curso de agua que riega el término de sur a norte: nace a los pies del monte de Acedos, en Muñopedro, discurre por las inmediaciones de Santovenia, recoge las aguas del arroyo de Abad don Blasco en Hoyuelos, pasa junto al Caserío del Cid, llega a Melque y sigue en dirección norte hasta desaguar, bajo el Puente Nuevo, en el Voltoya, en término de Aldeanueva del Codonal. Su nombre tal vez proceda del latín quercus (roble, encina), pronunciado /cuercus/, aludiendo con toda probabilidad a los montes primitivos que cubrirían sus inmediaciones, de los cuales aún hoy se conserva, no lejos de su curso, el Monte de Balisa, cubierto de encinas.
- En 1785 España se divide en provincias e intendencias y se denomina Melque.
- En 1791, en Memorias políticas y económicas sobre los frutos, comercios, fábricas (Tomo XIII), se denomina Melque de Cercos e indica una fábrica de lienzos.
- Posteriormente también se escribe Melque.

## Geografía

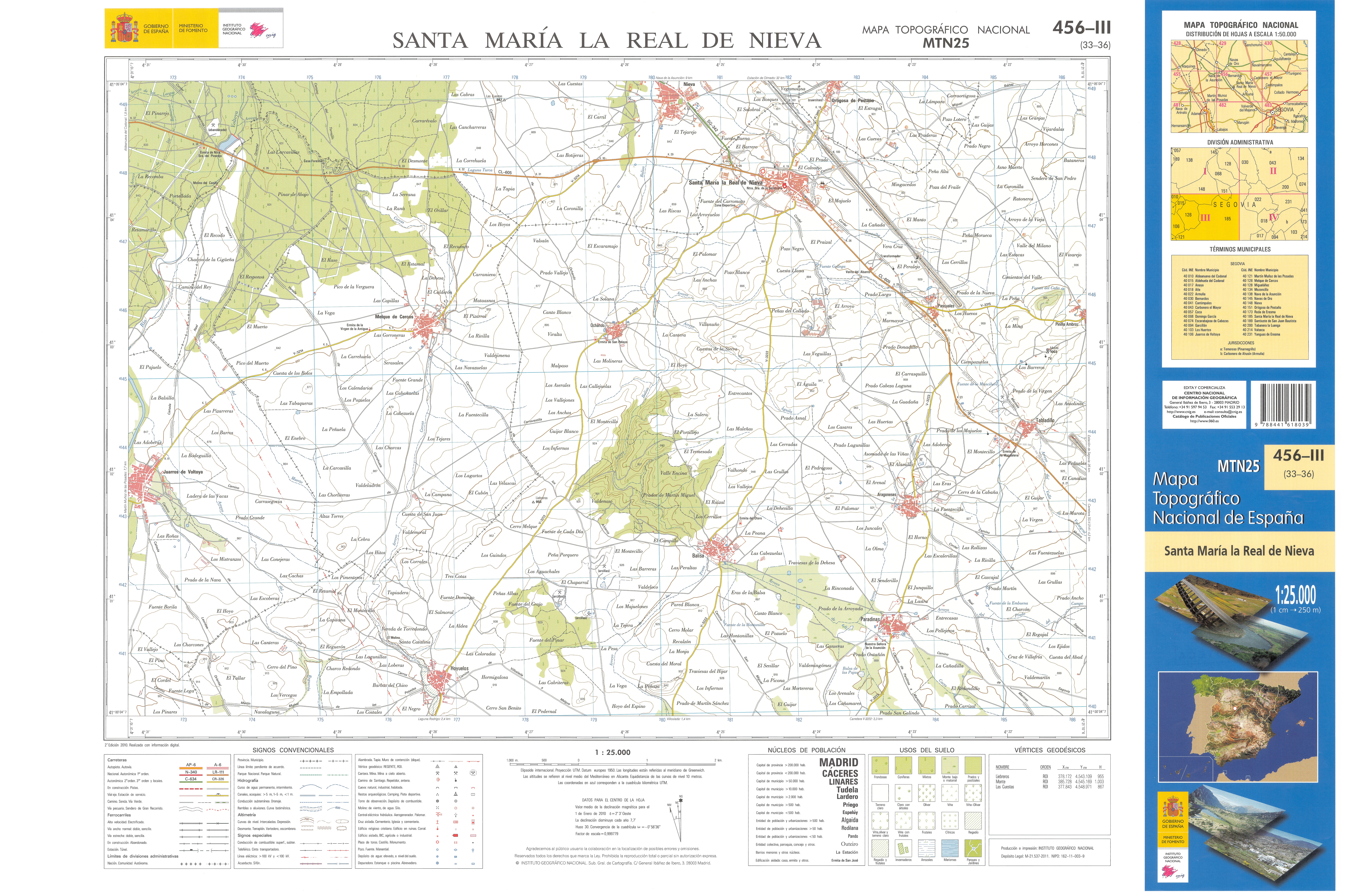
Fragmento de la hoja 456 del Mapa Topográfico Nacional de España de 2010 en el que se representa parte de Melque de Cercos

| Noroeste: Nieva              | Norte: Nieva                      | Noreste: Santa María la Real de Nieva |
| Oeste: Juarros de Voltoya    |                                   | Este: Santa María la Real de Nieva    |
| Suroeste: Juarros de Voltoya | Sur: Santa María la Real de Nieva | Sureste: Santa María la Real de Nieva |

## Historia
Parece ser que Melque de Cercos se fundó, como todas las aldeas del sur del Duero, tras la Batalla de Simancas en el año 1085. Hay dos hipótesis que pueden barajadarse sobre el origen del poblamiento:
- Por coincidencia toponímica, quizás lo fundaran repobladores toledanos de la zona de La Puebla de Montalbán, ya que en el entorno de esta población se halla la iglesia de Santa María de Melque, datada entre los siglos IX y X. Sería un caso raro, ya que la repoblación generalmente se hacía de norte a sur (palentinos a Cobos, Aragoneses al pueblo homónimo, vascos a Ochando…)
- O bien, la aldea se pobló con la población conversa de la zona tras ser conquistada por las tropas castellanas. Esto justificaría el uso de un antropónimo de raíz árabe; quizás melic hiciera referencia al dueño converso de los terrenos en los que se asentaba la primitiva aldea. Esta tesis tal vez se avale con la existencia en toda la comarca de construcción mudéjar en ladrillo, hecha por alarifes árabes que se convirtieron al cristianismo a cambio de no ser expulsados.

Se da por hecho que la aldea de Melque existe al menos desde la construcción de su primera iglesia, Santa María, del siglo XII, dado que lo primero que se construía en los pueblos era el templo; en este caso, en románico de ladrillo, o mudéjar.

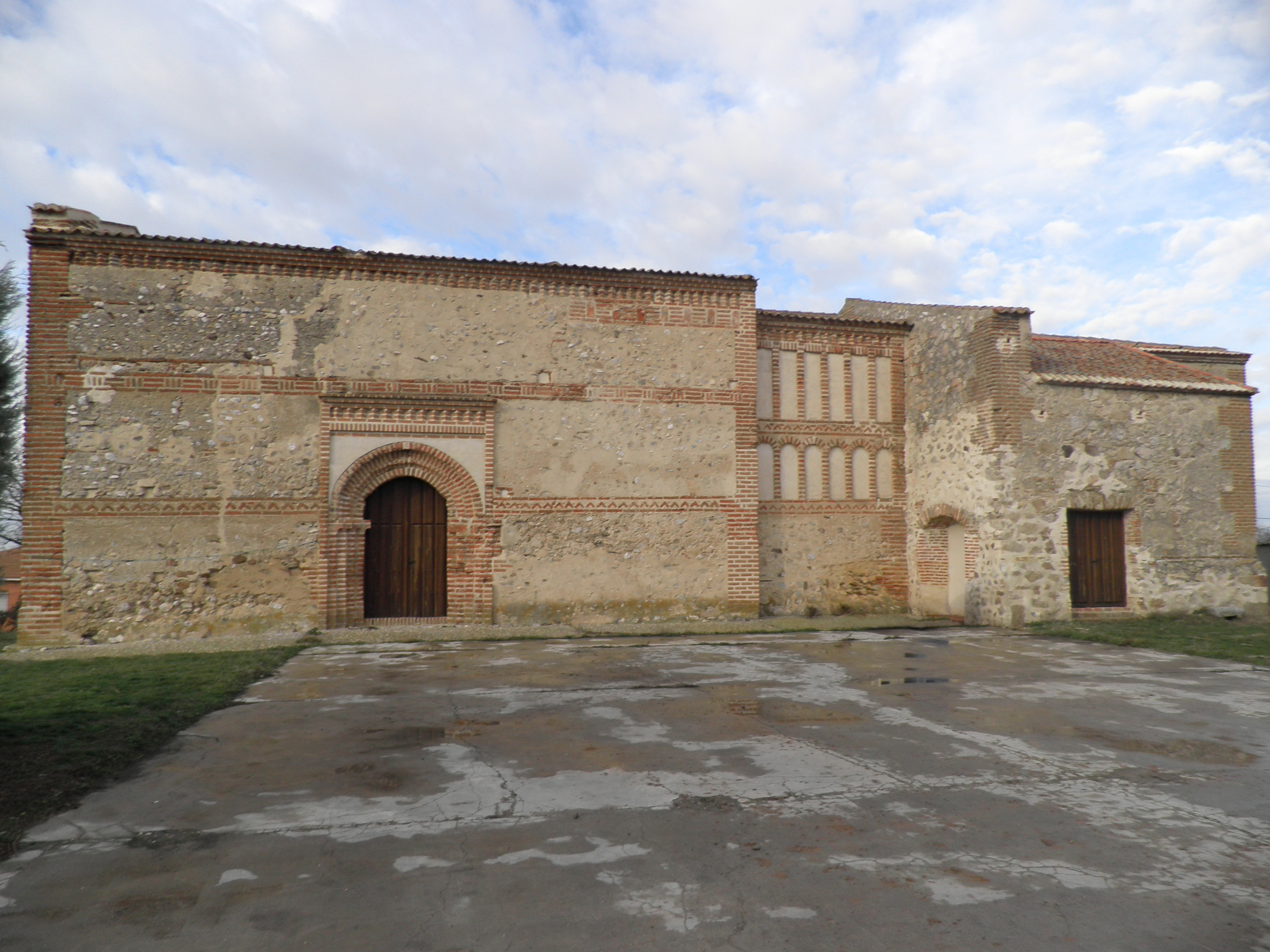
Iglesia vieja.

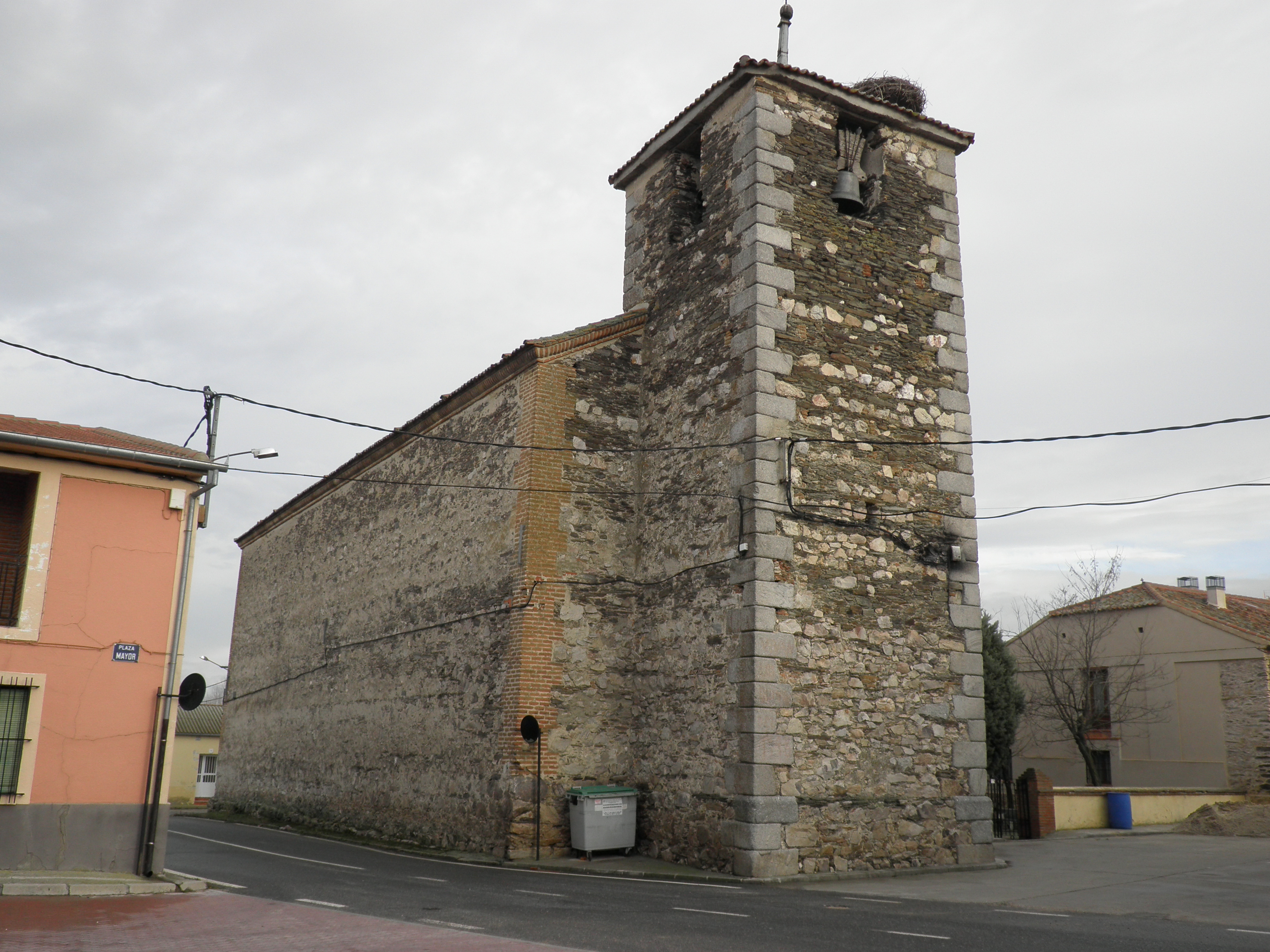
Iglesia parroquial.

Su tamaño a lo largo de la historia no ha sido excesivamente grande hasta bien entrado el siglo XX, de hecho se despobló en la Edad Moderna, siendo repoblado nuevamente. 

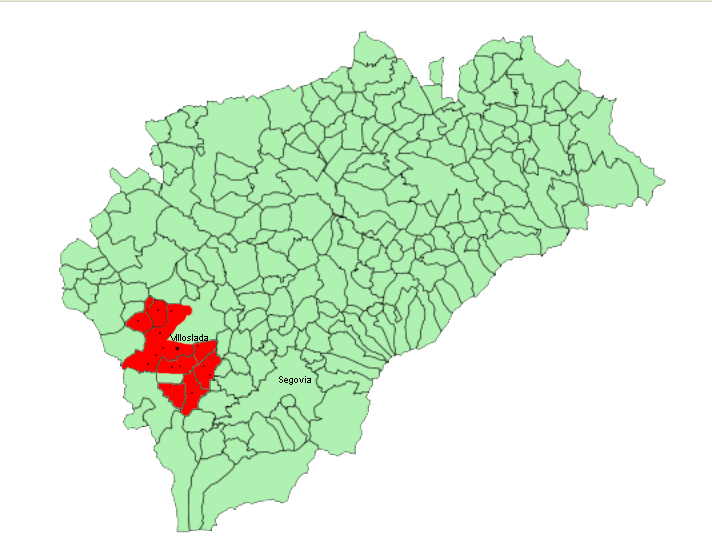
Localización del sexmo de la Trinidad en la actual provincia de Segovia.

Debido a la forma de repoblación que se dio en la zona ganada a los árabes tras Simancas (sur del Duero hasta el norte del Tajo), que es la de repoblación concejil, se escogen como centros de poder e influencia las villas pobladas con anterioridad en medio de este desierto demográfico (Íscar, Cuéllar, Segovia, Arévalo…) asignándolas una tierra de la cual formaban parte estas aldeas como Melque, bajo gobierno último del rey o en algunos casos, de una casa de linaje noble en premio a la fidelidad a los monarcas o como permutas o regalos por servicios de armas a la corona. Cada comunidad, en función de la extensión del territorio comunero, se podía dividir en sexmos y estos a su vez en cuadrillas (grupos de cuatro aldeas) u ochavos (de ocho). Melque queda enclavado en la Comunidad de Ciudad y Tierra de Segovia, dentro del sexmo de la Trinidad con capital en Villoslada y de la cuadrilla de Paradinas. Así era reconocida como aldea comunera dependiente en lo jurisdiccional de la ciudad de Segovia, hasta bien entrado el siglo XIX, por lo cual podía disfrutar de los usos, fueros, costumbres y derechos de los que gozaban el resto de aldeas de esta vasta Comunidad. Pese a esa dependencia, Melque siempre contó con Alcaldes y jueces, que solían ser de costumbre, los mayores propietarios de tierra.
La Comunidad de Ciudad y Tierra de Segovia, al menos en los sexmos que se denominan «aquende la Sierra», enclavados en lo que hoy es la Provincia de Segovia, estuvieron a lo largo de estos ocho siglos bajo el poder real (realengo). Podemos deducir por ello, básicamente, que el señor de Melque, al cual debían tributar los vecinos pecheros, era el rey de Castilla.
Pero no sólo Melque fue fundado en los terrenos en los que hoy forman su término municipal, sino que, dentro de la pléyade de aldeas que formaban parte de esta Comunidad, desaparecidas a lo largo de los siglos, diversos estudiosos sitúan en las cercanías de Melque, y posiblemente dentro de su actual término, dos aldeas: Huerta de Cercos, siguiendo el actual Camino de Huerta hacia la cotera de Ochando (incluso algunos autores lo sitúan ya dentro de ese término), y Los Hitos (41°1′16″N 3°28′40″O / 41.02111, -3.47778), en el pago llamado hoy de la misma forma.
Si en lo civil Melque no tuvo anejos a lo largo de su historia, es en lo eclesiástico donde se da el caso contrario.
La fundación dominica de Santa María la Real de Nieva (siglo XV) no debió influir sobre la jurisdicción eclesiástica (Sede episcopal de Segovia, arcedianato de la misma), como sí sucedió con la abadía de Párraces en los cercanos Etreros, Cobos, Bercial, Marugán o Muñopedro. El exiguo censo de almas provocó que durante siglos Melque tuviera iglesia, pero no parroquia, ya que pertenecía como aneja a Ochando, lugar más importante que tenía también anejos entre otros a Pascuales, y más aldeas de las que hoy no queda ya nada.
La entidad de Melque como Ayuntamiento, al igual que el resto de aldeas, surge a raíz del Decreto de Supresión de Comunidades de villa y tierra de 1837, que culmina el proceso de creación de provincias y Diputaciones (1833)
Es en esa fecha cuando el Ayuntamiento de Melque pasa a tener poder sobre sus impuestos, tierras comunes y justicia. Es también en este siglo XIX cuando la feligresía de Melque alcanza la consideración de parroquia, disgregándola de la de Ochando.

## Demografía
Cuenta con una población de 65 habitantes (INE 2024).
| Gráfica de evolución demográfica de Melque de Cercos entre 1842 y 2021                                                |
| |
| Población de derecho según los censos de población del INE. Población de hecho según los censos de población del INE. |

## Administración y política
| Periodo   | Nombre                       | Partido   |
| --------- | ---------------------------- | --------- |
| 1979-1983 | Esteban A. Casas Bartolomé   | UCD       |
| 1983-1987 | José Francisco Rubio Pérez   | AP-PDP-UL |
| 1987-1991 | José Luis Llorente Rubio     | PDP       |
| 1991-1995 | Ángel Pescador Pérez         | PP        |
| 1995-1999 | Javier Gerónimo Sánchez Sanz | PP        |
| 1999-2003 | Ángel Pescador Pérez         | PP        |
| 2003-2007 | Ángel Pescador Pérez         | PP        |
| 2007-2011 | Ángel Pescador Pérez         | PP        |
| 2011-2015 | Jesús Tejedor Casado         | PP        |
| 2015-2019 | Jesús Tejedor Casado         | PP        |
| 2019-2023 | Jesús Tejedor Casado         | PP        |
| 2023-act. | Jesús Tejedor Casado         | PP        |

## Monumentos y lugares de interés

### Ayuntamiento

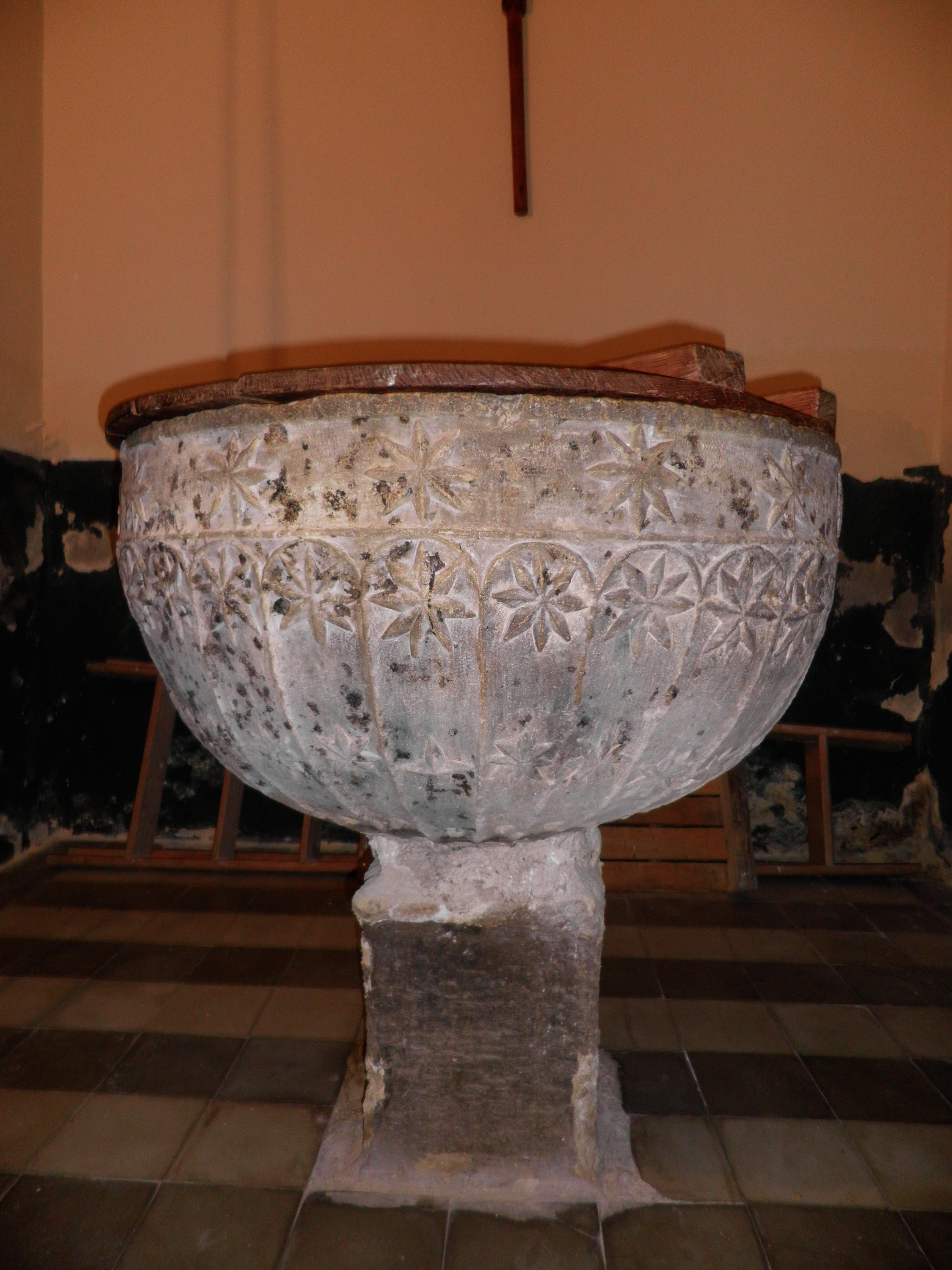
Pila bautismal de la parroquia.

Es un edificio muy nuevo, de dos plantas con soportales, pero además de su revestimiento típicamente segoviano (esgrafiado). Alberga un reloj de torre del siglo XVIII que funciona, aunque se encuentra parado esperando restauración y para evitar su deterioro, y un timbre de concejo poco habitual en las casas consistoriales de la zona.

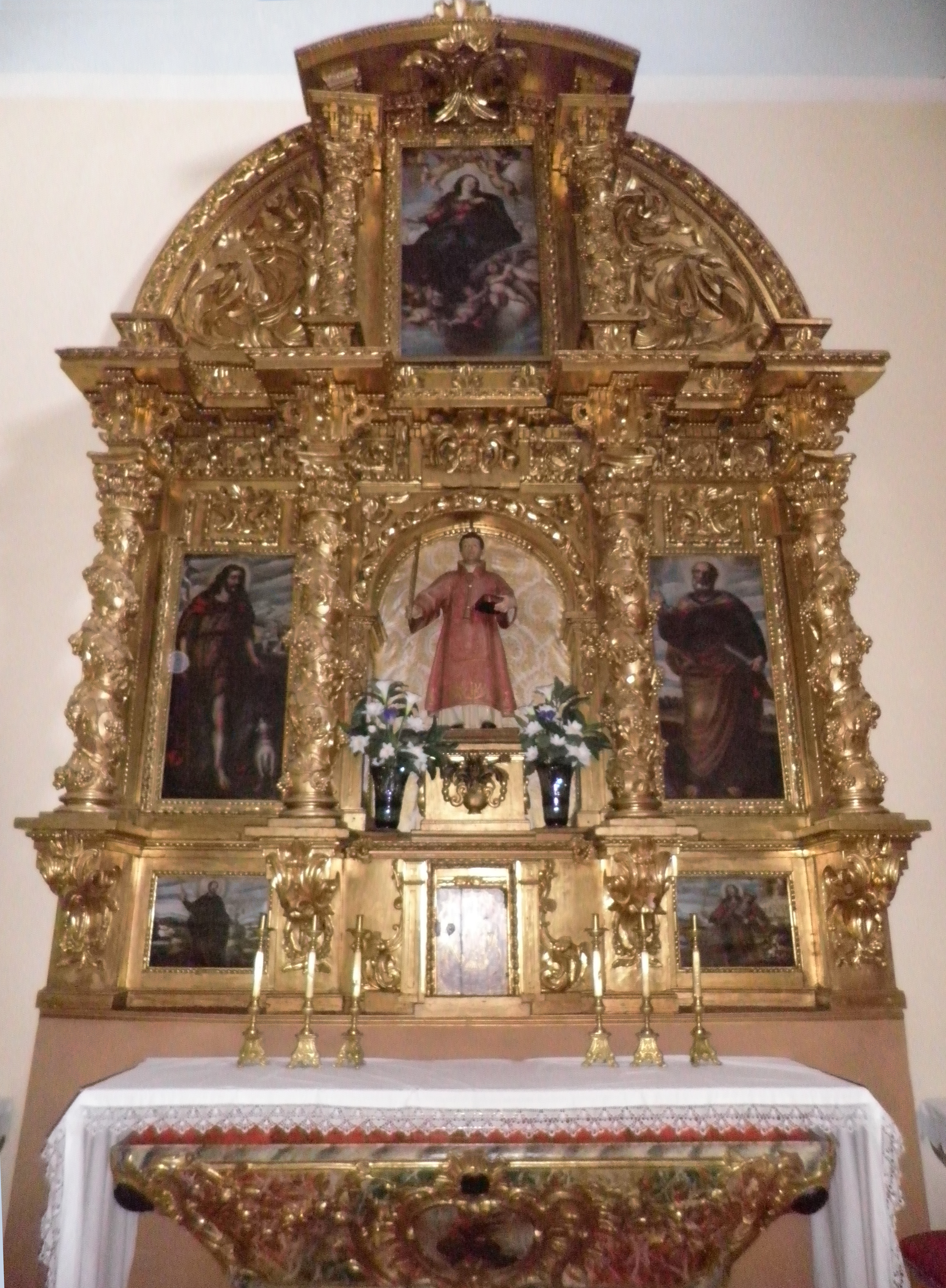
Retablo de la iglesia parroquial.

### Iglesia parroquial
Su iglesia principal se denomina iglesia parroquial de San Esteban protomártir. Es un edificio del siglo XVIII, sin apenas interés artístico, de una sola nave cubierta con cielo raso, cuyo presbiterio de planta cuadrada se aboveda con arista. Está realizado en mampostería con esquinas de ladrillo, salvo en la torre, que refuerza las esquinas con sillares. La baja altura de la torre respecto a la nave y su cubrición casi plana, traslada la sensación de haberse quedado sin rematar su construcción. Alberga tres campanas de 1942. El edificio fue restaurado por los propios vecinos a finales del siglo XX. En su interior destaca la pila bautismal de piedra, tallada con flores de ocho pétalos; el cuadro Llanto sobre Cristo Muerto y el retablo barroco del altar mayor, con cinco cuadros que rodean la estatua del patrono.

### Iglesia vieja o de Santa María
La iglesia de Santa María o iglesia vieja, como es conocida en la localidad, es un edificio de fábrica románico-mudéjar. En el siglo XVII fue reformada para incluir un cuerpo barroco, que permanece inconcluso.
Perdió su ábside que remataba la cabecera, también mudéjar, al igual que la decoración de arquerías que sostiene la fachada principal, mezclada con la fábrica de mampostería. Tampoco se conserva su espadaña, y de la bóveda únicamente el tramo ubicado a los pies de la nave.
Fue declarada Bien de Interés Cultural en 1984, y actualmente alberga una sala multiusos para exposiciones y otras actividades culturales.

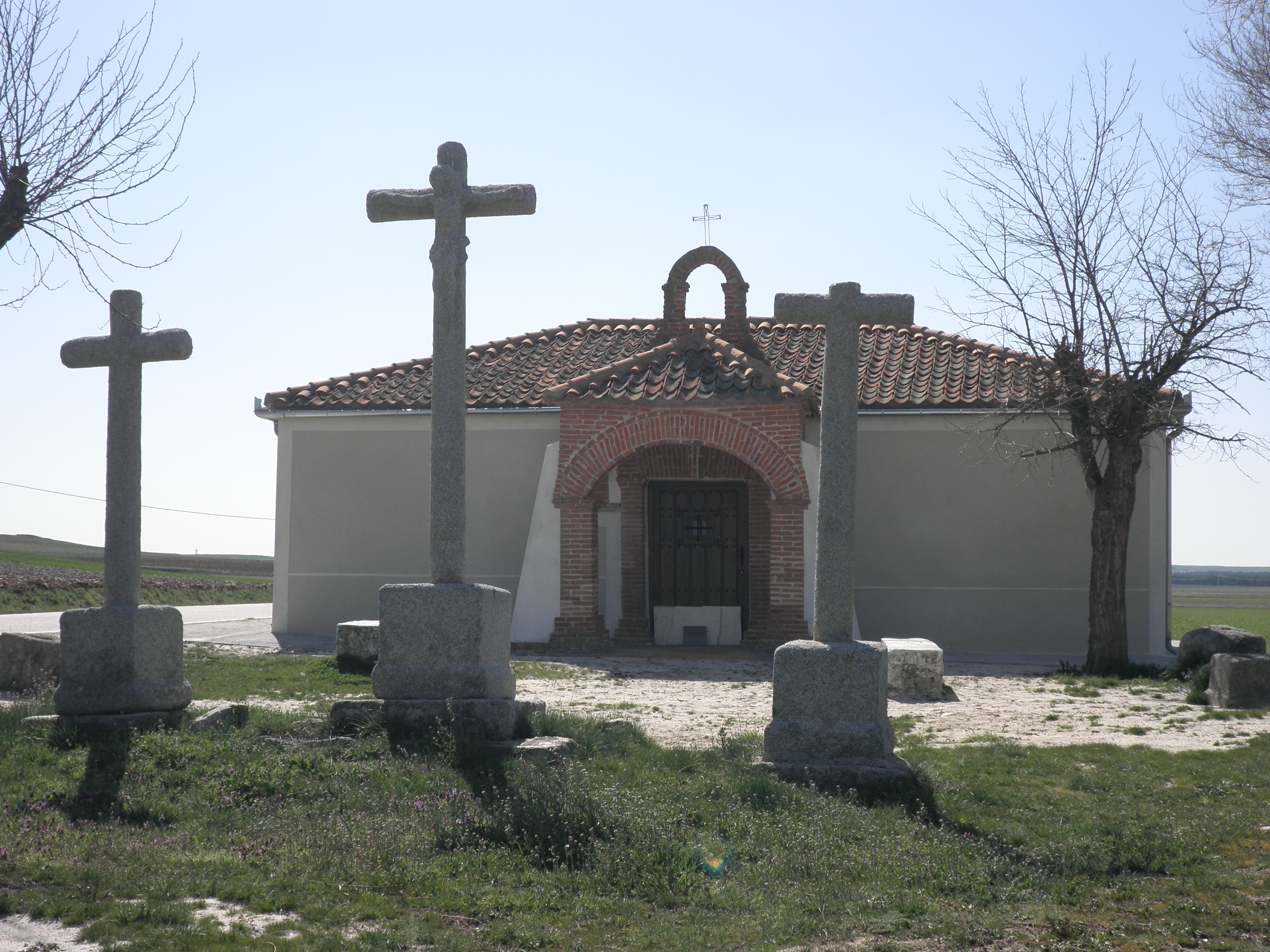
Ermita y calvario de Melque de Cercos.

### Ermita de la Antigua
Es de planta rectangular y está situada a unos 800 m al oeste del núcleo. Alberga la imagen de la patrona, Nuestra Señora de la Antigua. A la estropeada talla, cuyo cuerpo conserva hechuras románicas que ocultan los ropajes, se le añadió en época barroca el busto; eso sí, la Virgen posee un rostro de angelical belleza. El edificio está cubierto por una artesonado de muy buena factura y al exterior remata su fachada principal con un pequeño arco de ladrillo, sin campana. Ante el templo hay un Calvario penitencial de granito, del cual solo quedan una con un crucificado y dos laterales, y algunos pedestales de otras cruces desaparecidas.

### Fuente Pelencha

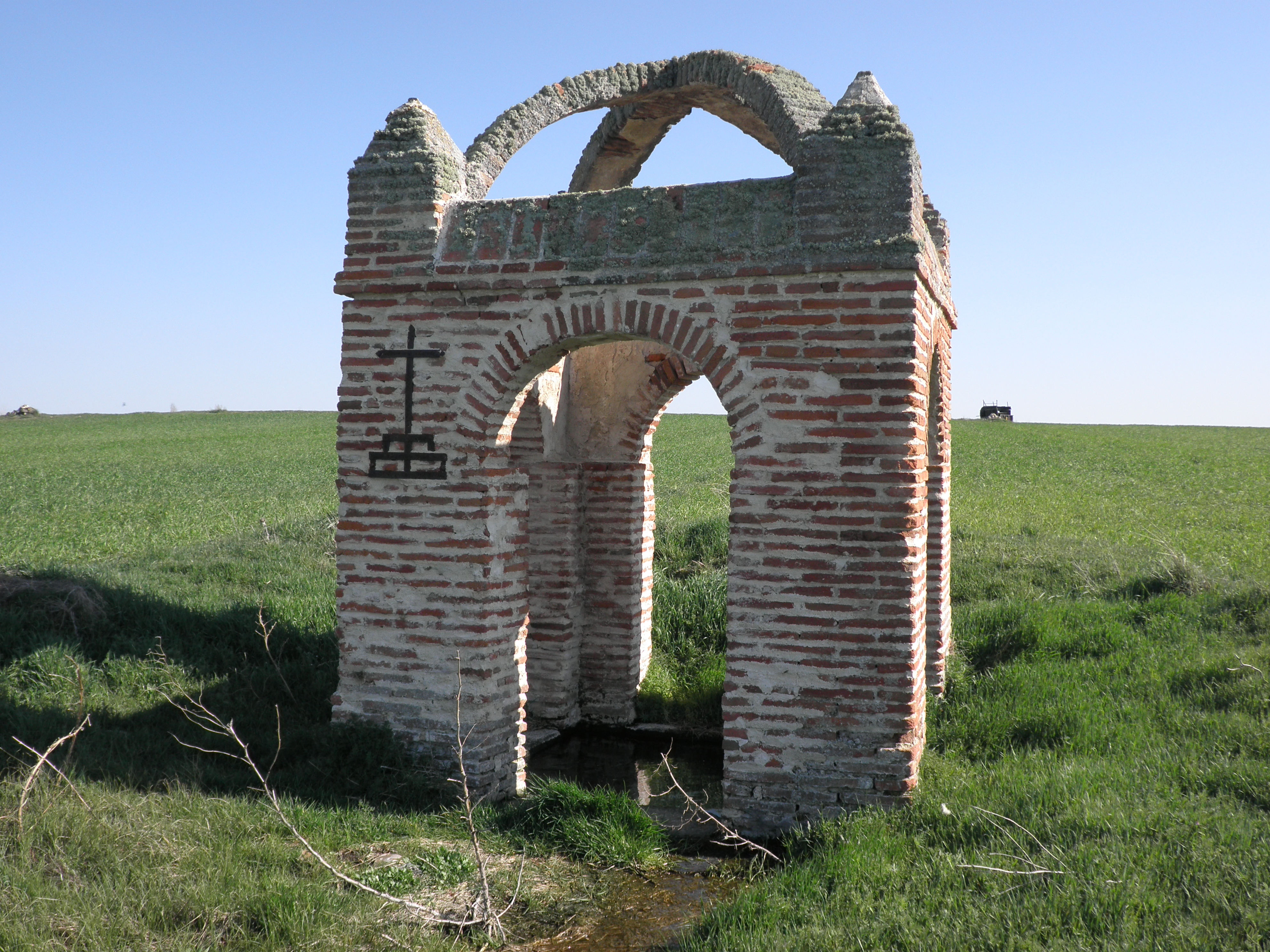
Fuente Pelencha

Se trata de una fuente, distante un tiro de piedra del caserío, y que consta de un pilón cuadrado de profundidad cercana al metro y medio, bajo un templete de cuatro caras, con arco amplio de medio punto en el centro de cada una de ellas, rematando cada cara en una hilera de ladrillo cuadrado en vertical plana. Las cuatro esquinas rematan en sencillos pináculos romos de ladrillo. Detrás de los remates arrancan dos atrevidos arcos a modo de soporte de bóveda, como arcos fajones, que convergen justo en el centro del pilón, hechos también de ladrillo, y que carecen de cierre abovedado o de restos del mismo. Posiblemente se levantara a modo de protección del agua durante el siglo XVIII, utilizando el ladrillo, la materia principal del pueblo junto a la teja, debido a la proliferación de tejares que existían y la calidad y durabilidad del barro existente en las vetas arcillosas de las proximidades de la localidad. De momento no se ha encontrado ninguna referencia documental sobre su factura, cronología o autor, si bien es en este siglo dieciocho cuando se extendería el uso de estas fuentes, y su decoración arquitectónica respondería a la asimilación del arte neoclásico, que es el que figura en la mayoría de las fuentes de los pueblos que no conservan abovedamientos de épocas anteriores. Al menos, existía en 1889, fecha que figura en una cruz de hierro que recuerda un ahogamiento y que está anclada a uno de los pilares.

## Cultura

### Actividades tradicionales

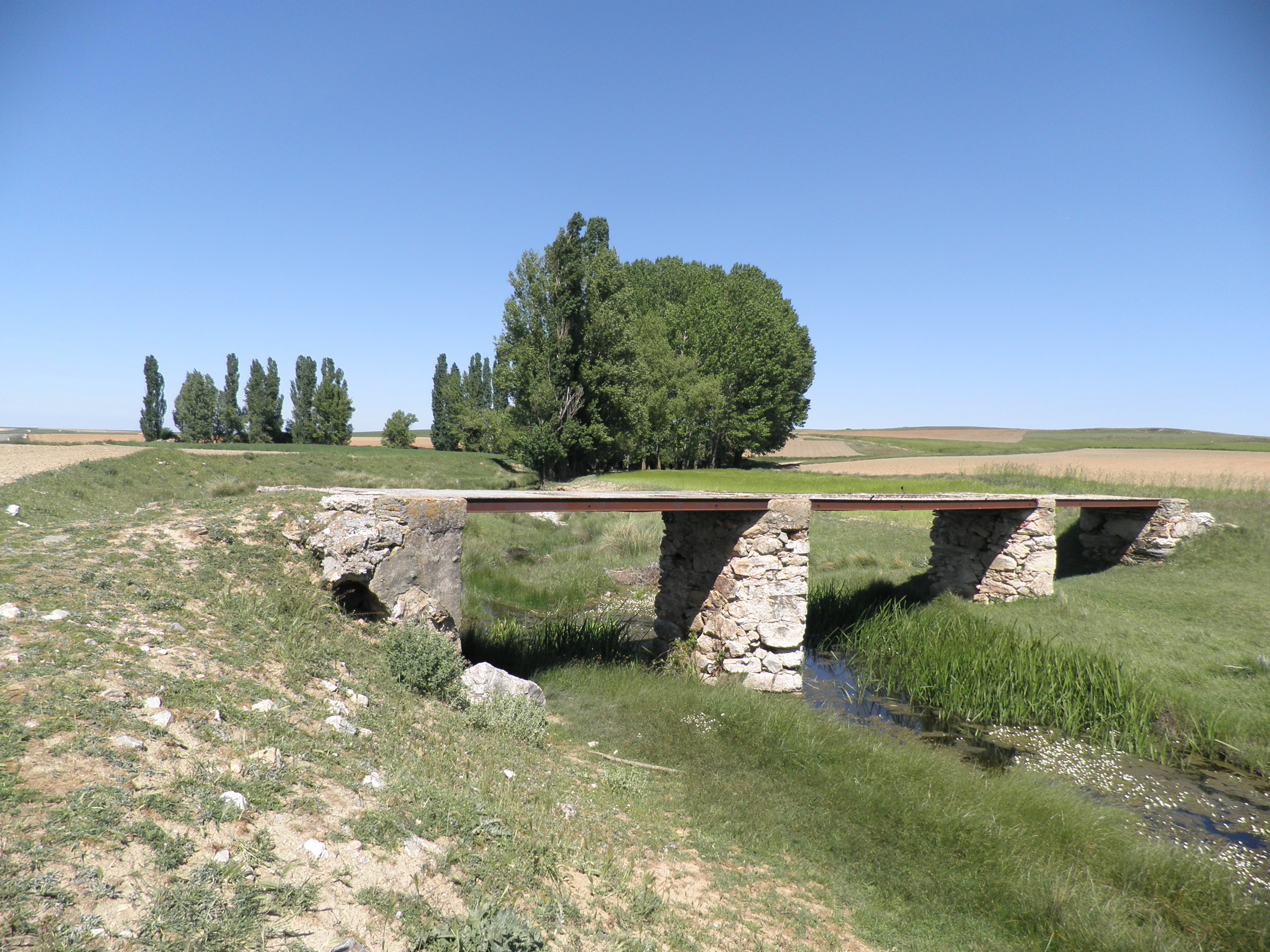
Puente viejo de Melque de Cercos.

Melque podría presumir de ser un pequeño museo etnográfico, puesto que a la conservación de la arquitectura tradicional, se suma la puesta en valor de sus usos tradicionales. Los vecinos del municipio siempre han sabido utilizar muy bien lo que la naturaleza les ha brindado. El barro característico del entorno ha servido durante años para elaborar sus conocidas tejas árabes típicas en amplias zonas de las provincias de Valladolid, Segovia y Ávila. Ahora los diez tejares que llegaron a funcionar han quedado en desuso, poco a poco se van hundiendo y solo sirven de curiosidad,aunque queda una tejera que es encendida para testimoniar aquel medio de vida que daba de comer a casi toda la población, al igual que se ven antiguas máquinas de labranza, el piano de manubrio del baile, o el carro de bomberos, que aparecen dispersos. La resina del pino que dio trabajo a sus vecinos ahora tampoco sirve de medio de vida y sólo los frutos obtenidos por los agricultores sirven de empleo a los pocos vecinos en activo del pueblo. La antigua fragua comunal ha sido rehabilitada, aprovechando el fuego para horno, y hoy sirve como merendero y lugar de celebraciones de los vecinos. Durante la época de veda en la caza, es digno de ver el espectáculo de la caza de liebre con galgos por los amplios campos del término. Se elabora vino verdejo de buena calidad, aunque de manera tradicional en las bodegas y lagares.

### Arquitectura tradicional
Muchas de las casas,corrales y tapias han sido construidas desde siempre con un tipo de aparejo característico, y que sólo es visible en este lugar y en menor medida en poblaciones cercanas, consistente en superponer en hiladas piedra rodada, ladrillo mudéjar y pizarra, extraídas del entorno natural y cuidadosamente colocadas. Este aparejo forma parte del paisaje urbano característico de Melque de Cercos.

### Fiestas
| Nombre                            | Fecha                        | Descripción |
| --------------------------------- | ---------------------------- | --- |
| Cruz de mayo                      | 3 de mayo                    | |
| San Isidro                        | 15 de mayo                   | |
| Flores de la Virgen de la Antigua | Último fin de semana de mayo | Verbena y emotiva procesión entre jotas con la patrona a cargo de dulzaineros                                    |
| San Esteban protomártir           | 3 y 4 de agosto              | Es la fiesta mayor en las que no falta la música, las actividades para todas las edades, los actos religiosos... |
| Matanza popular del cerdo         | 5 a 7 de diciembre           | Música tradicional y convivencia alrededor de la carne de matanza, que es degustada en común en la plaza mayor   |

Además durante todo el año, sobre todo en fechas festivas del calendario o puentes laborales, se celebran encuentros entre cuadrillas y celebraciones en las bodegas o en merenderos, que animan y dinamizan la vida del pueblo, junto a las actividades que propone la Asociación cultural la Pelencha, formada por vecinos e hijos del pueblo.